# Argelès-Gazost
Argelès-Gazost (okzitanisch Argelèrs de Gasòst) ist eine französische Stadt mit 2805 Einwohnern (Stand 1. Januar 2022) im Département Hautes-Pyrénées in der Region Okzitanien (zuvor Midi-Pyrénées). Sie ist Hauptort des Arrondissements Argelès-Gazost und Sitz des Gemeindeverbands Pyrénées Vallées des Gaves.

## Geografie
Die Kleinstadt Argelès-Gazost liegt in der Landschaft Bigorre in den Pyrenäen am Oberlauf des Flusses Gave de Pau, zwölf Kilometer südlich von Lourdes und 50 Kilometer südöstlich von Pau.

## Bevölkerungsentwicklung
| Jahr                       | 1962 | 1968 | 1975 | 1982 | 1990 | 1999 | 2006 | 2012 | 2020 |
| Einwohner                  | 3414 | 3629 | 3455 | 3304 | 3229 | 3241 | 3254 | 3069 | 2897 |
| Quellen: Cassini und INSEE |      |      |      |      |      |      |      |      |      |

## Sehenswürdigkeiten

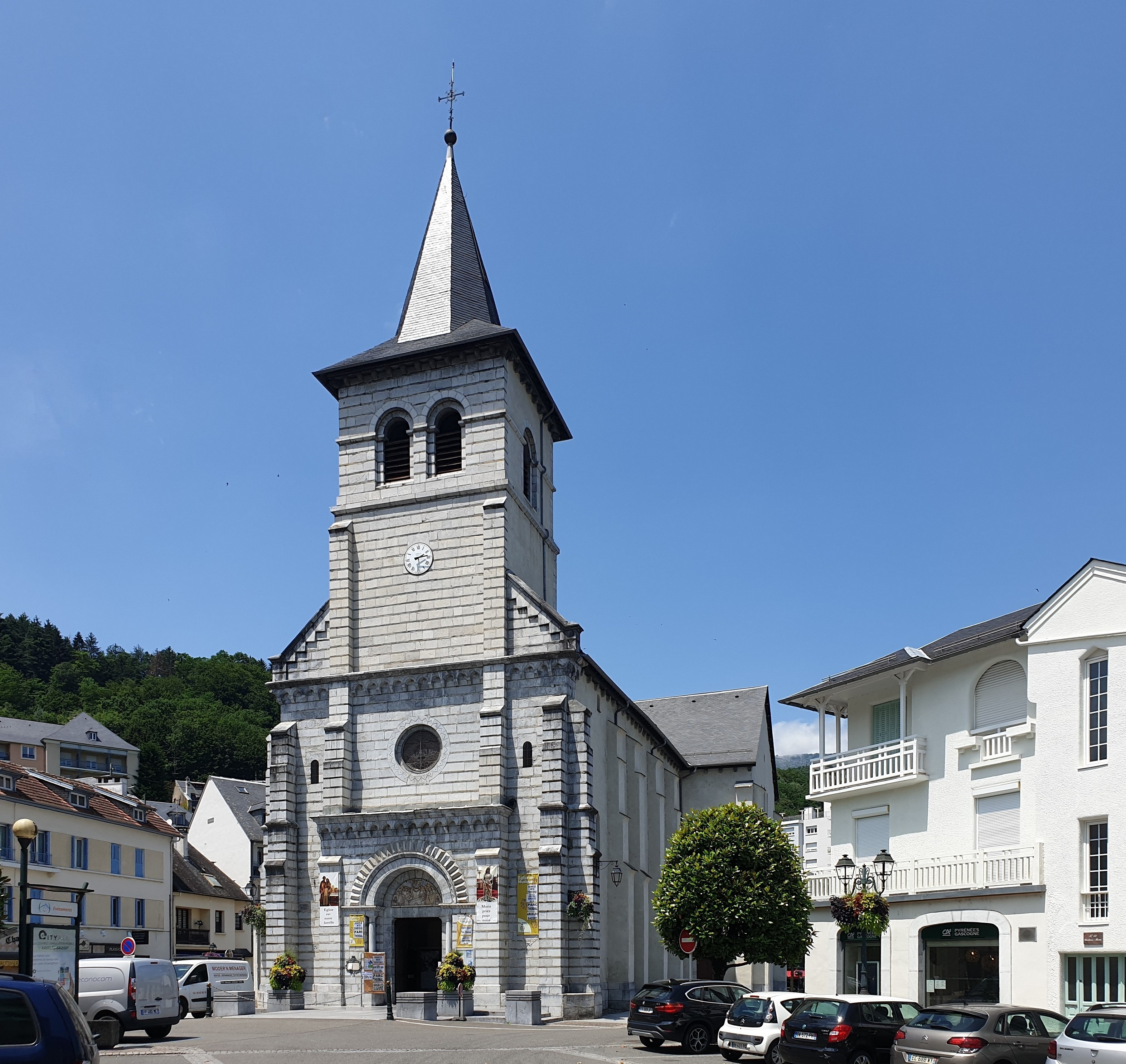
Kirche Saint-Saturnin
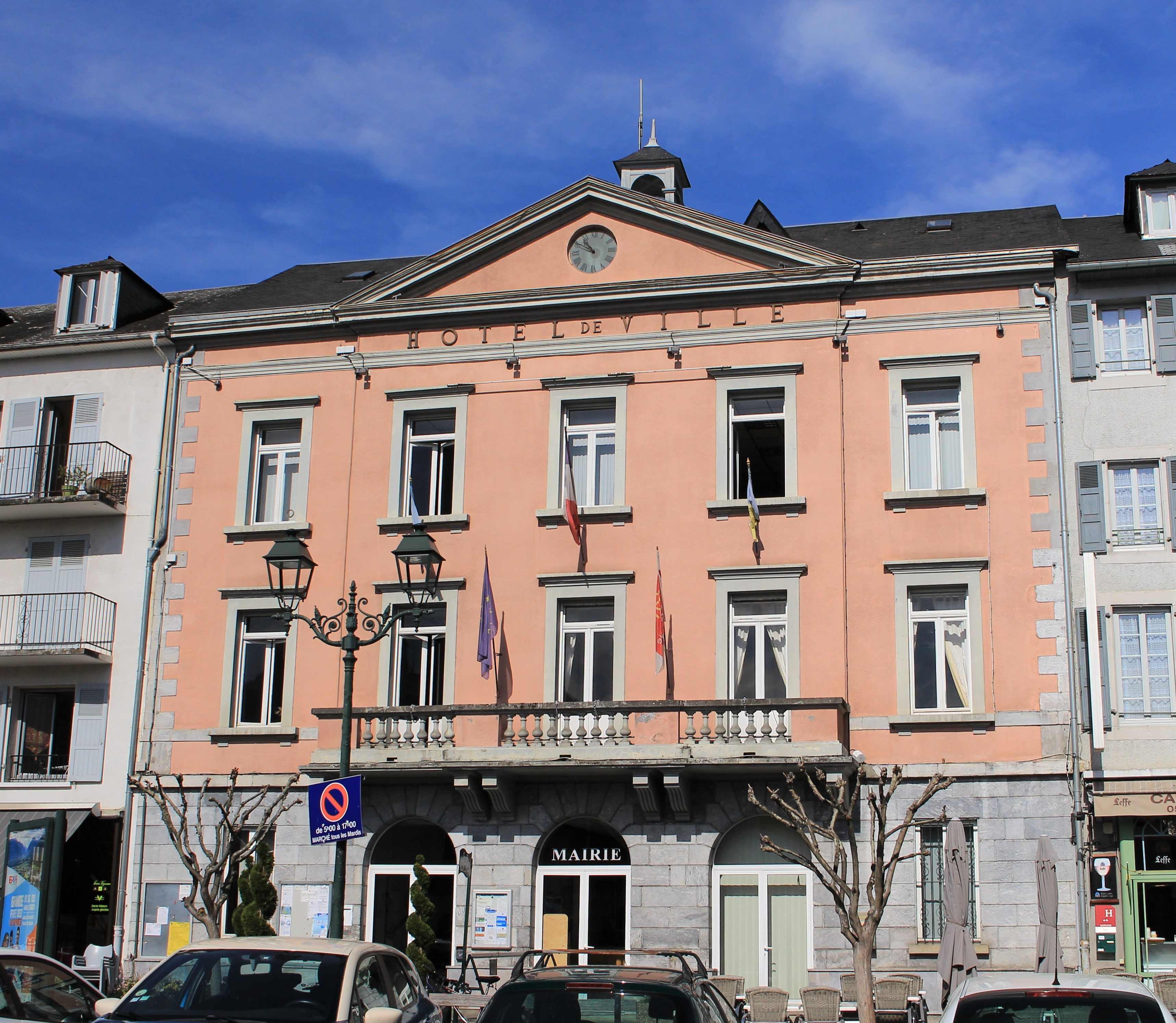
Rathaus (Hôtel de ville)
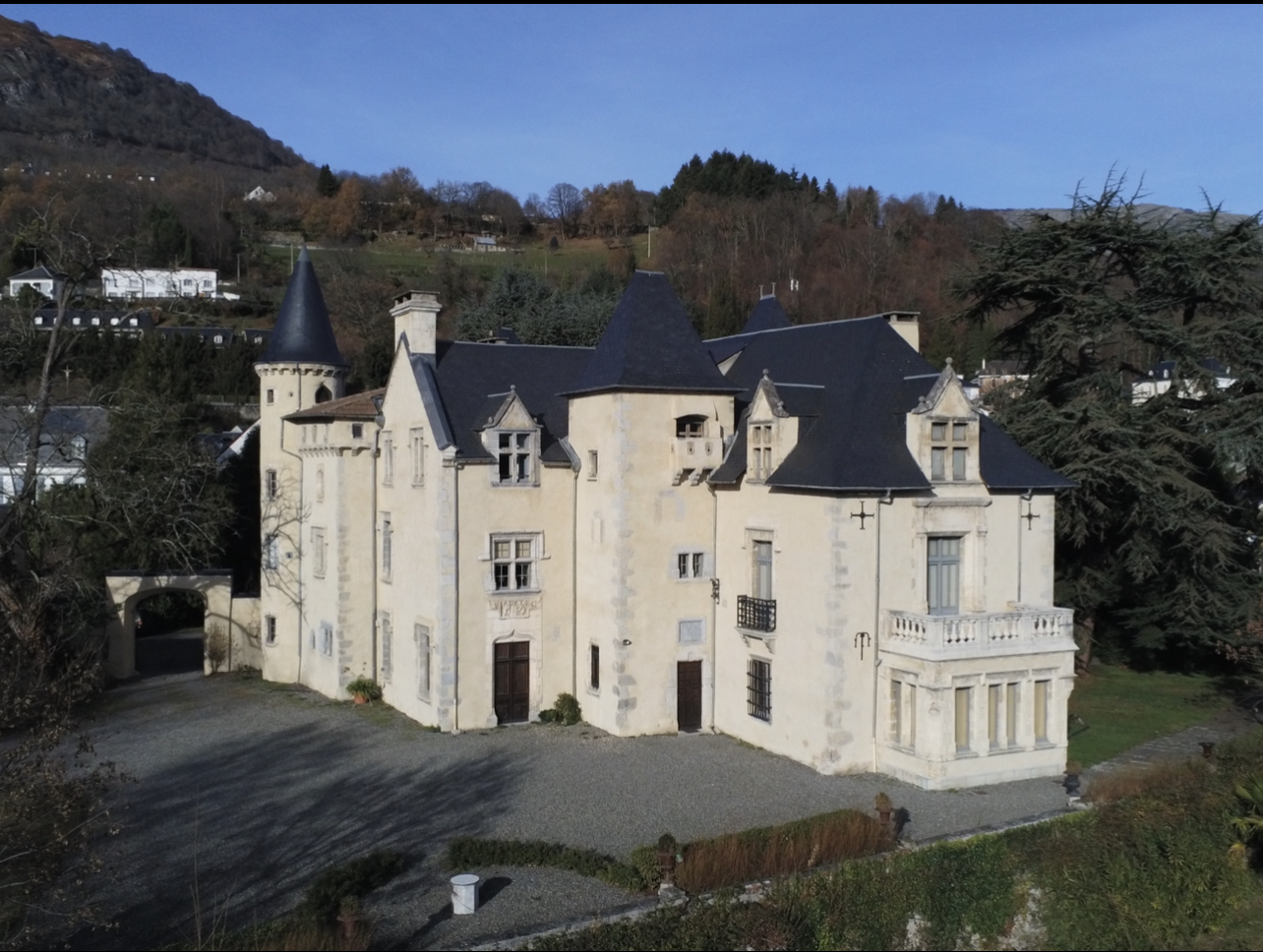
Schloss Ourout
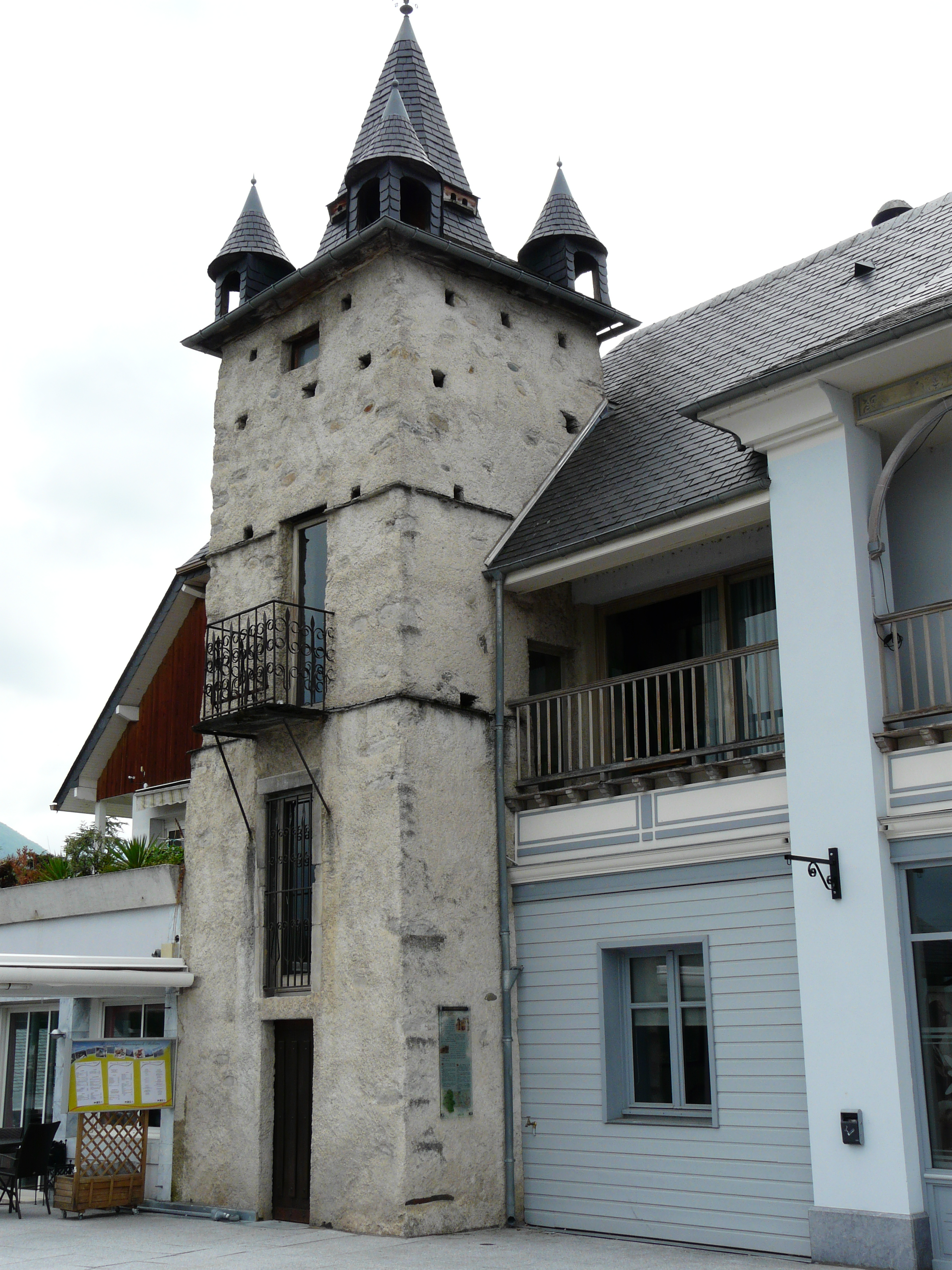
Tour Mendaigne
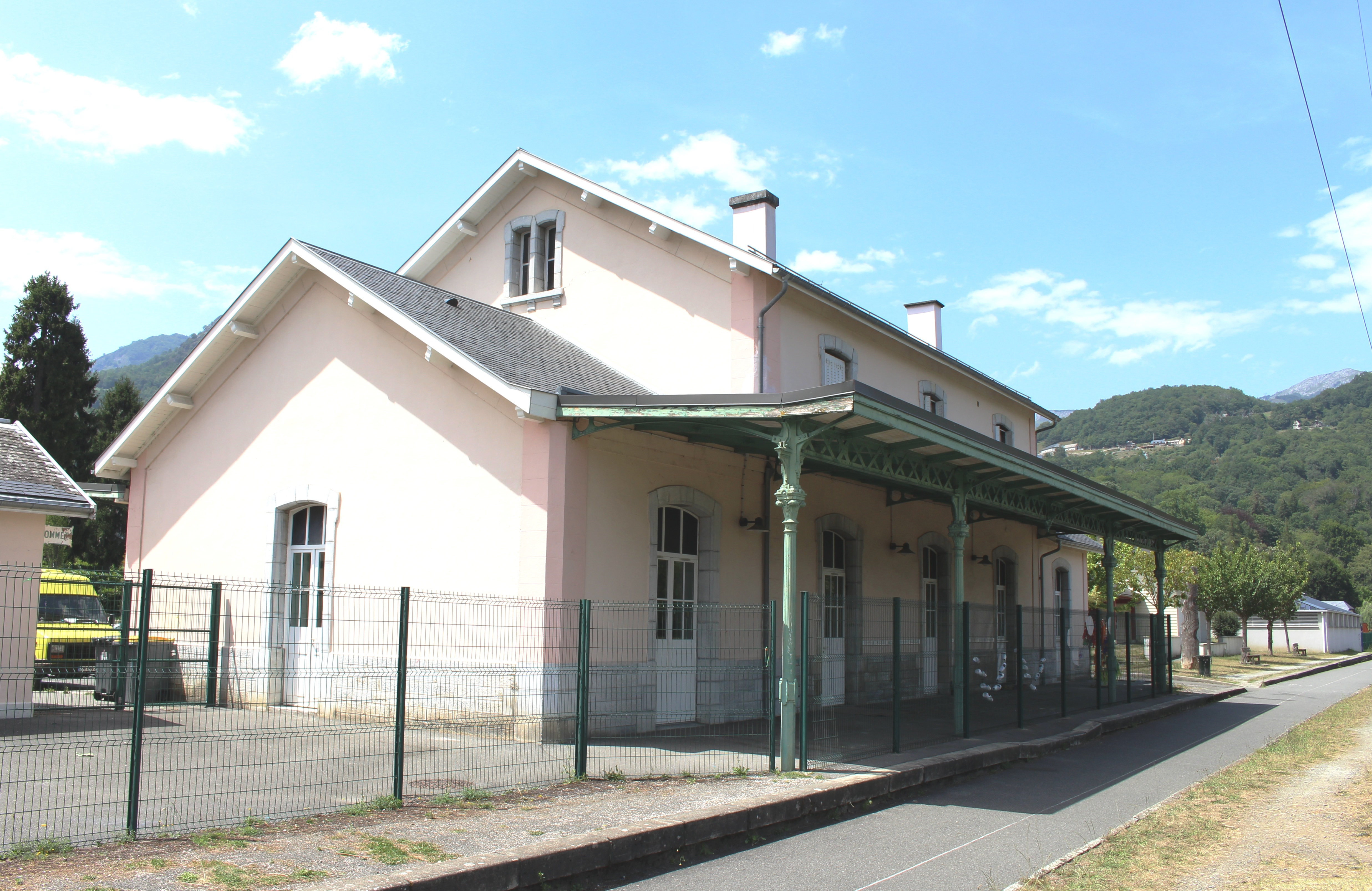
Bahnhof
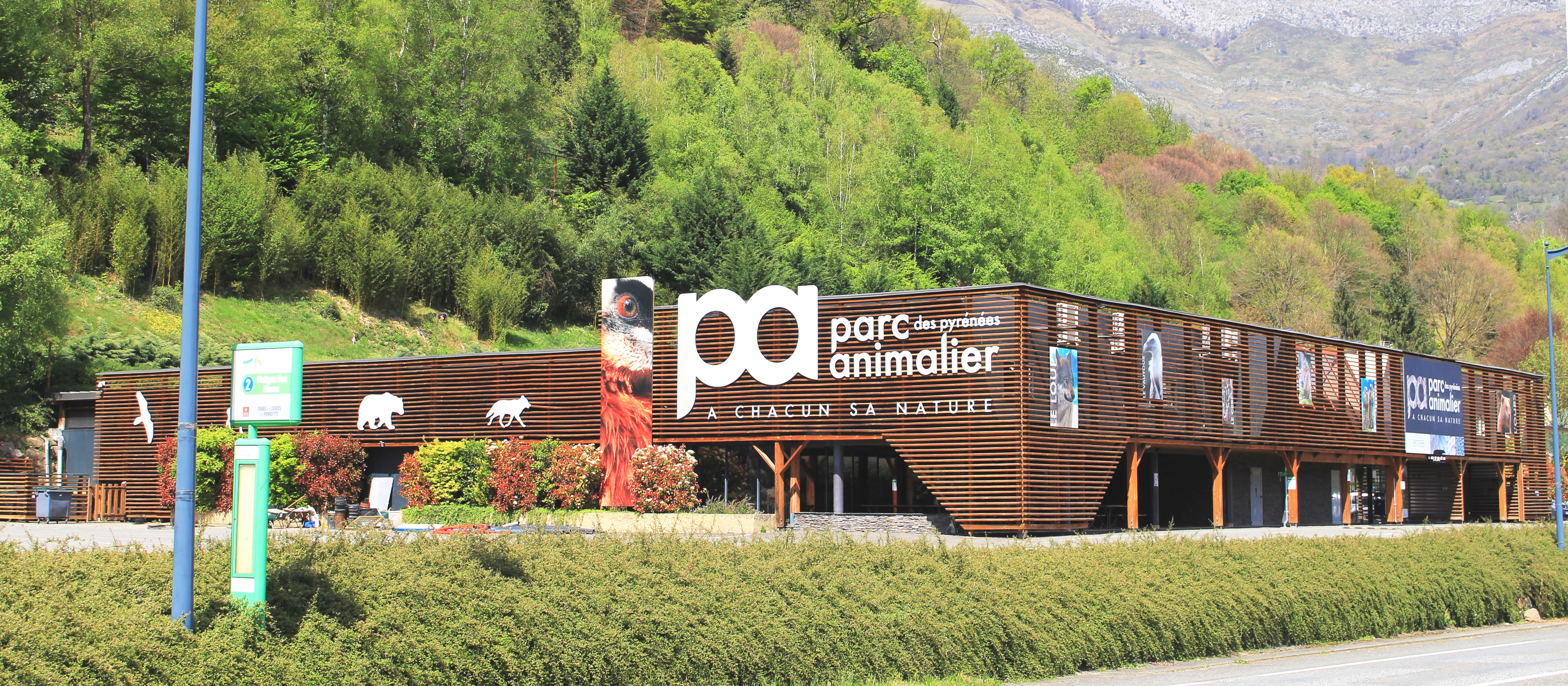
Tierpark

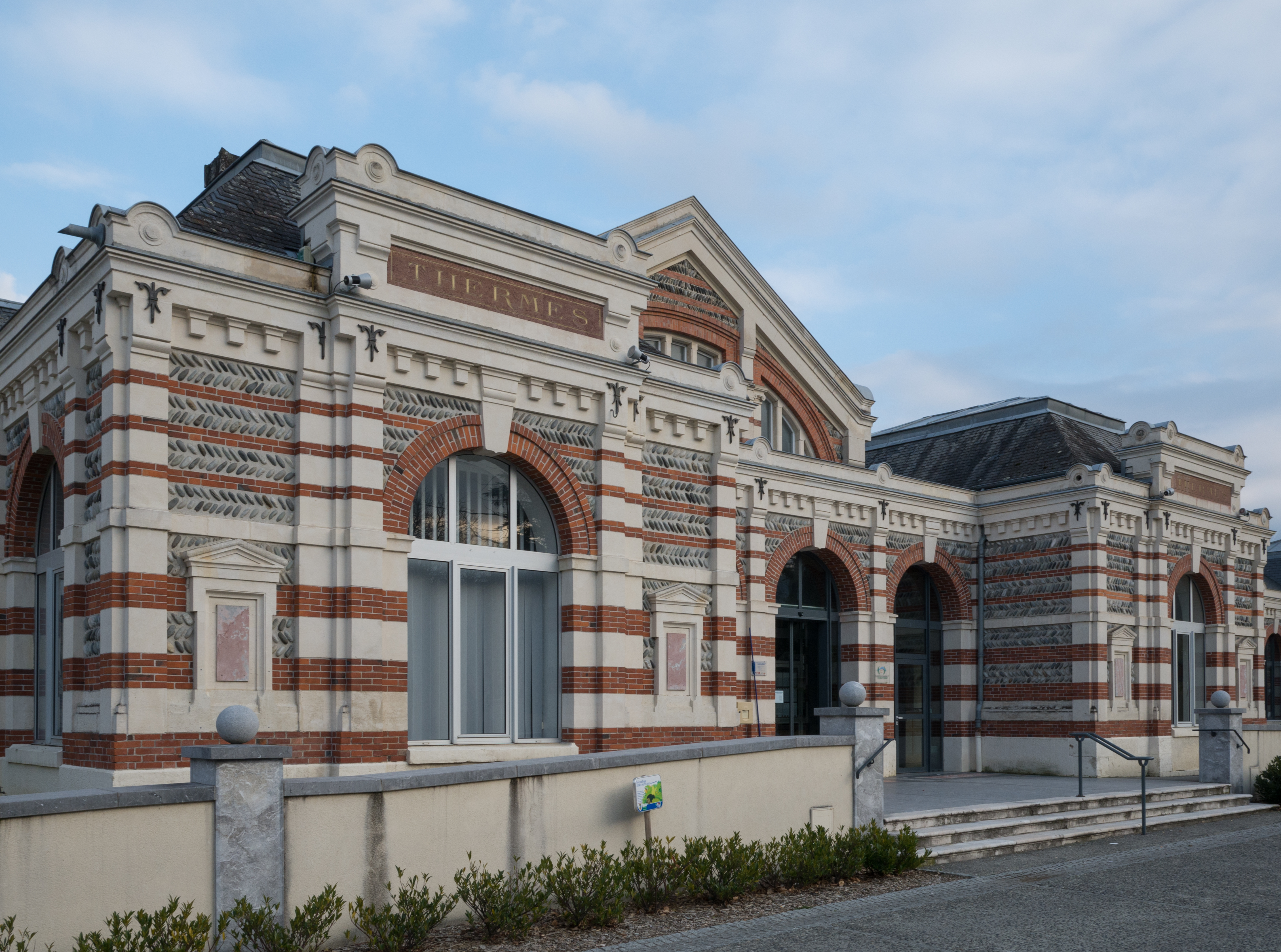
Thermalbad
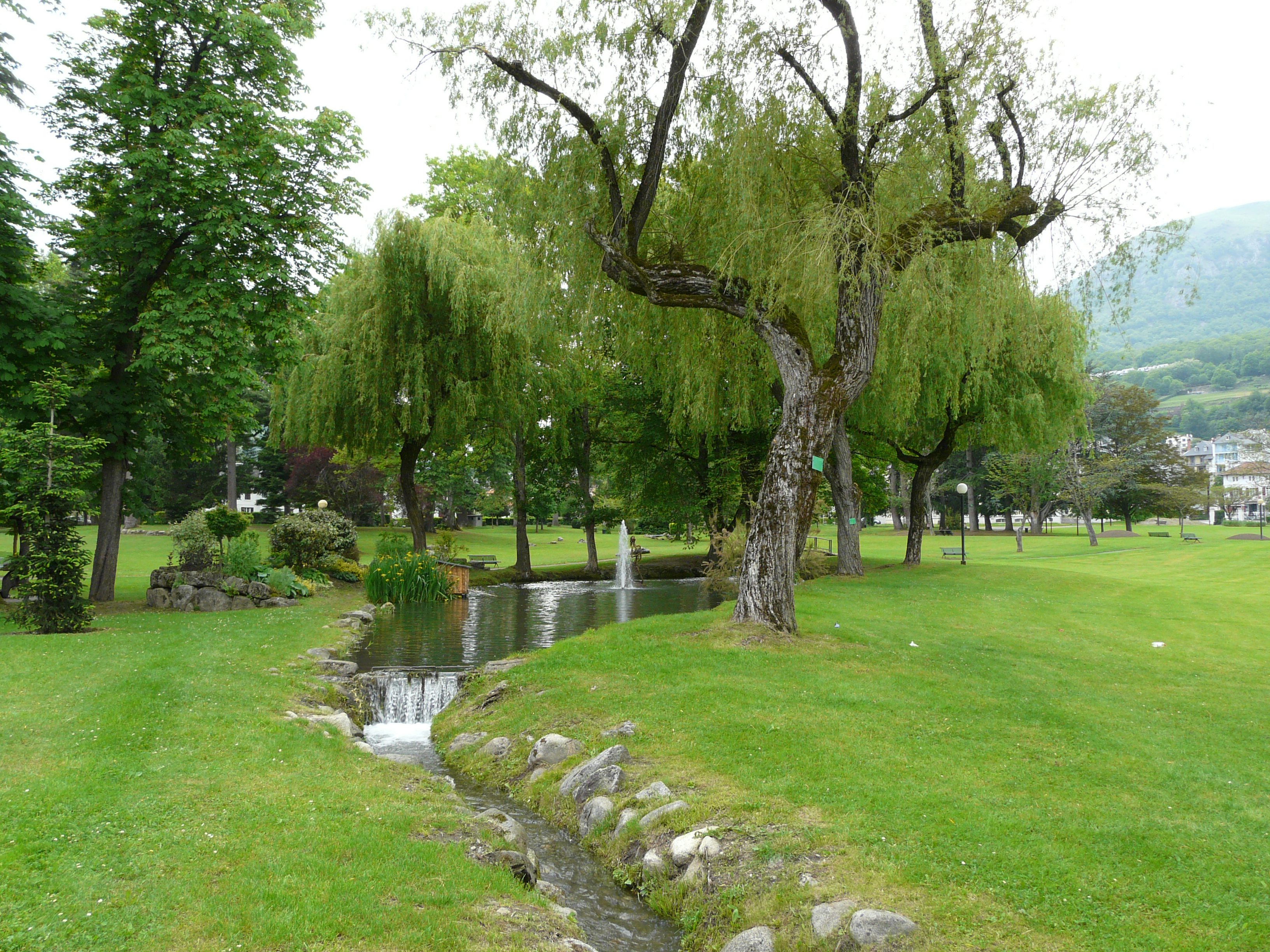
Kurpark
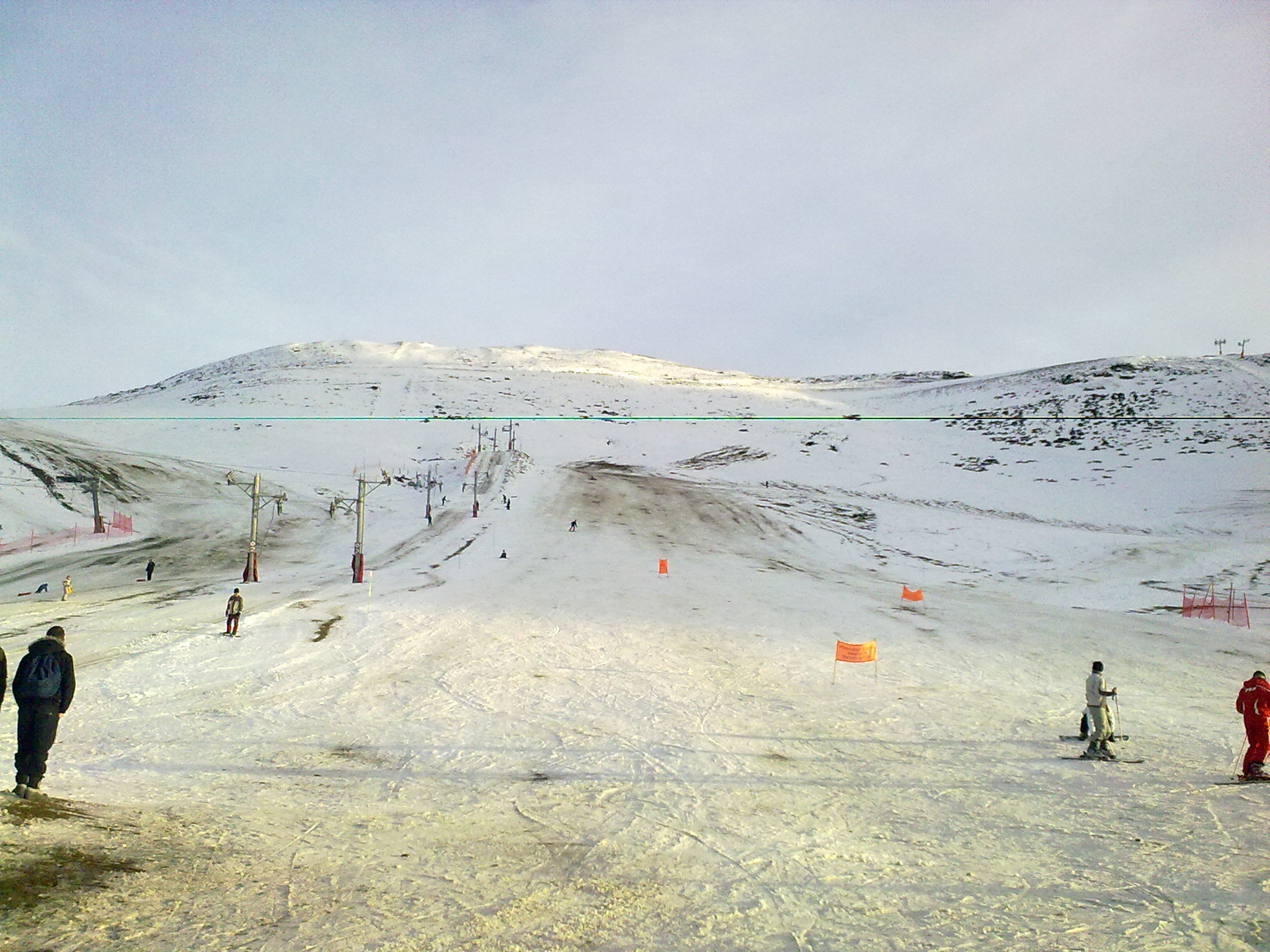
Skigebiet Hautacam
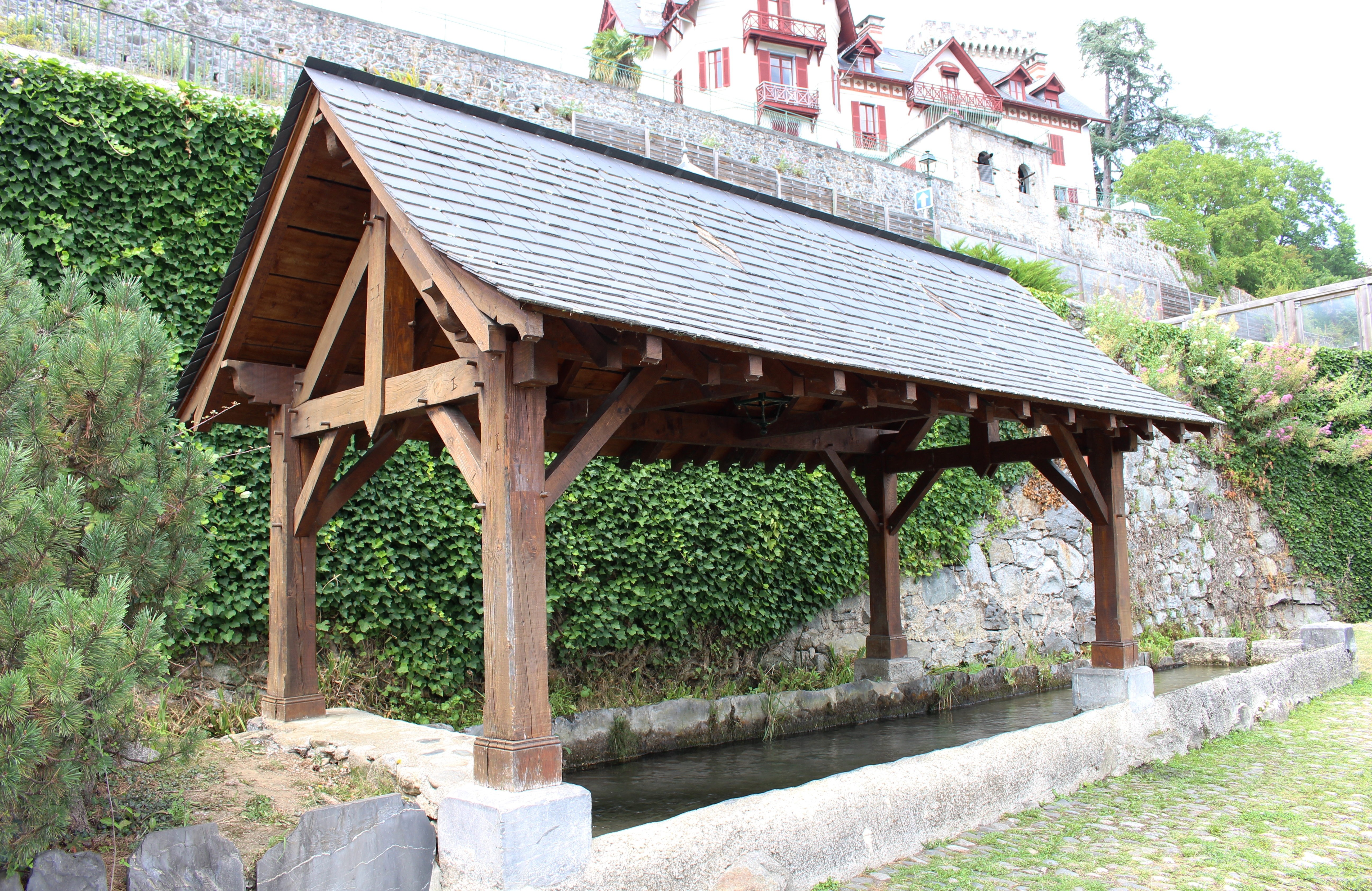
Ehemaliges öffentliches Waschhaus
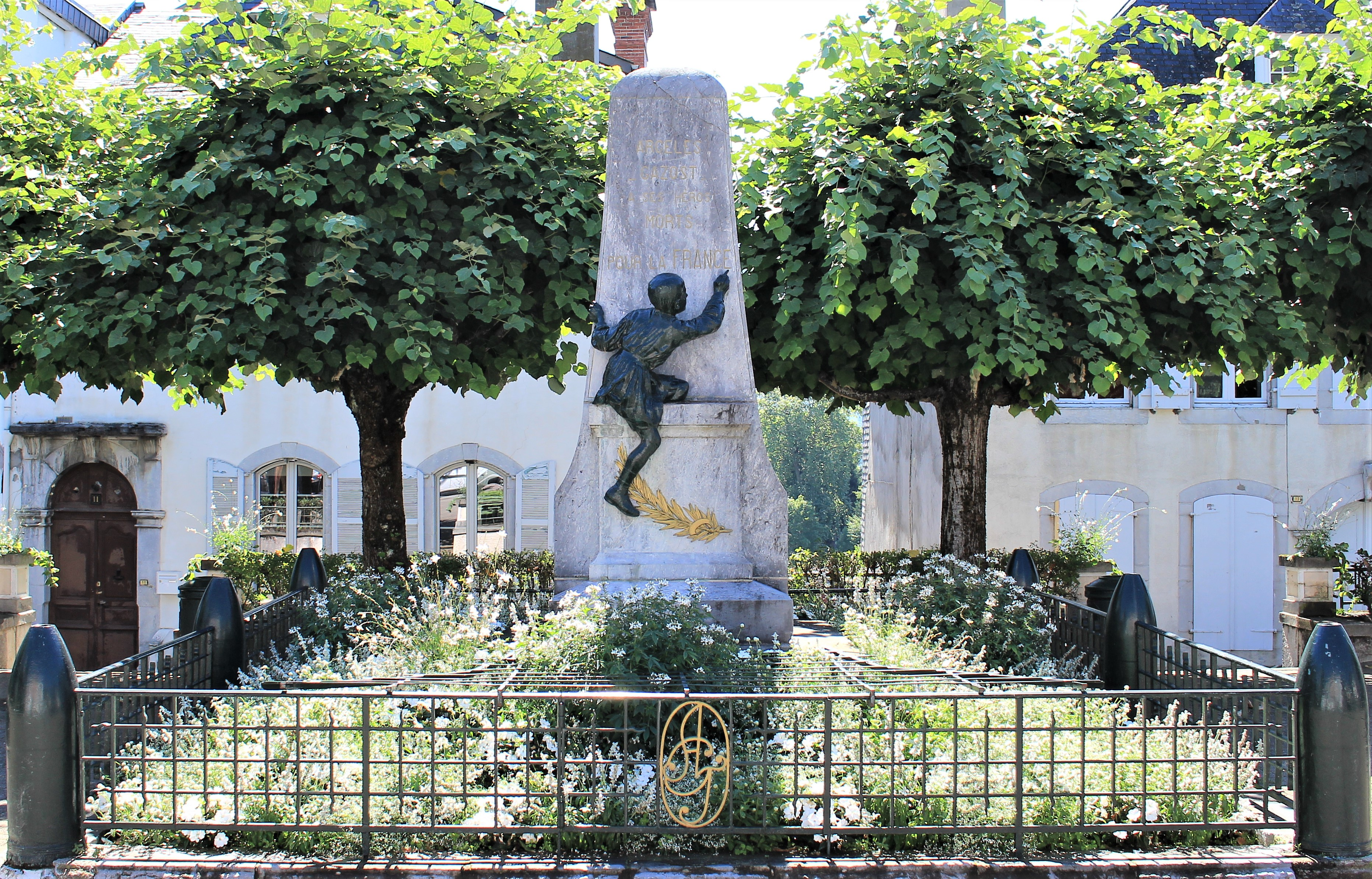
Gefallenendenkmal
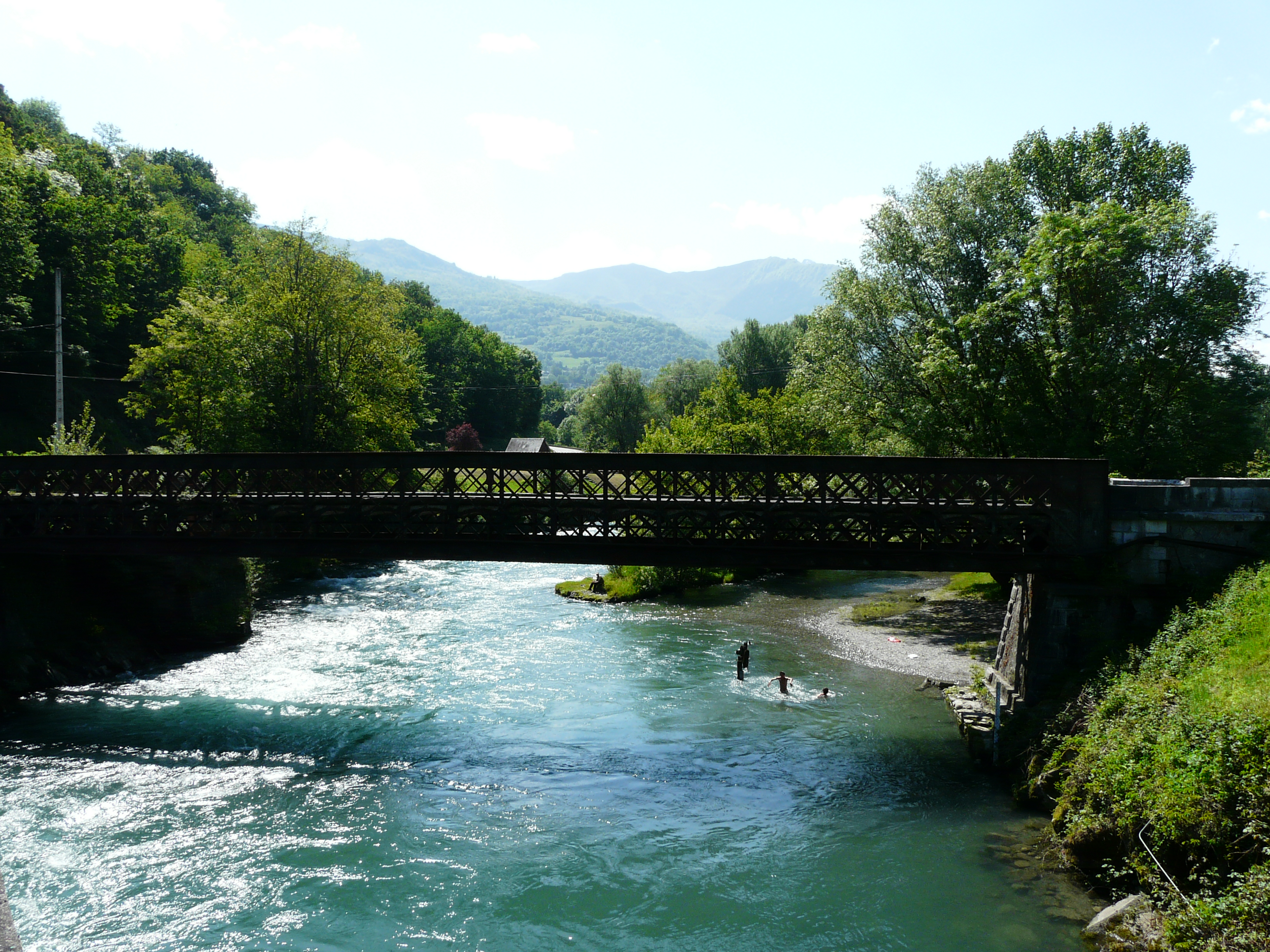
Brücke über den Gave de Pau

## Persönlichkeiten
- Claude Bouxin (1907–1997), Filmarchitekt und Bühnenbildner